# Valadares Gaia FC
Der Valadares Gaia Futebol Clube ist ein portugiesischer Fußballverein aus der Gemeinde Valadares der Stadt Vila Nova de Gaia im Distrikt Porto.
Die Männermannschaft ist zur Saison 2013/14 als Meister der Divisão de Honra in die Divisão de Elite aufgestiegen, die höchste Spielklasse der Distriktmeisterschaft, in welcher sie auch zur Saison 2016/17 spielen wird.
Die Frauenmannschaft spielt seit einigen Jahren in der höchsten Spielklasse der nationalen Meisterschaft und hat zur Saison 2015/16 das Pokalfinale erreicht, welches mit 1:2 gegen den CF Benfica verloren wurde. Gegen selbigen Verein konnte allerdings am 3. September 2016 nach einem 1:0 der portugiesische Superpokal gewonnen werden.

## Erfolge
Frauen:
- Portugiesischer Superpokal: 2016
- Trofeo Teresa Herrera: 2021